# Provincia de Contralmirante Villar
La provincia de Contralmirante Villar es una de las tres que conforman el departamento de Tumbes en el norte del Perú. Limita por el norte y por el oeste con el golfo de Guayaquil (océano Pacífico), por el este con la provincia de Tumbes y por el sur con el departamento de Piura.
Su nombre honra al contralmirante Manuel Villar Olivera, quien comandó la escuadra peruano-chilena en el combate de Abtao durante la guerra hispano-sudamericana.

## Historia
La provincia fue creada mediante Ley n.º 9667, del 25 de noviembre de 1942, durante el primer gobierno del presidente Manuel Prado Ugarteche.

## División administrativa
Esta provincia se divide en tres distritos.
| Distrito            | Capital   | Población (INEI) |
| ------------------- | --------- | ---------------- |
| Canoas de Punta Sal | Cancas    | 4429             |
| Casitas             | Cañaveral | 2233             |
| Zorritos            | Zorritos  | 10 252           |

## Capital
La capital de esta provincia es la ciudad de Zorritos. Con la creación del departamento de Tumbes, mediante Ley n.º 9667, del 25 de noviembre de 1942, se considera a Zorritos como capital de la provincia de Contralmirante Villar.

## Demografía

### Población
Según el censo de 2007, la provincia tiene una población de 16 914 habs. 

### Religión
Según datos del censo de 2007, el 85 % de la población de la provincia es católica, el 10 % es miembro de alguna iglesia evangélica, el 2 % manifiesta no profesar ninguna religión, mientras que el 3 % dice profesar alguna otra creencia.
El representante de la Iglesia católica en esta provincia es el vicario general de Tumbes, Pbro. Pedro Talledo Nizama. Desde el punto de vista jerárquico de la Iglesia católica, forma parte de la Vicaría foránea de Tumbes, de la arquidiócesis de Piura.

## Autoridades

### Regionales
- Consejero regional
  - 2019-2022:[5] Fredy Adalberto Boulangger Cornejo (Movimiento Independiente Regional Faena)

### Municipales
- 2015-2018[6]
  - Alcalde: Mercedes Gerónimo Jacinto Fiestas, del Movimiento Independiente Súmate al Cambio.
  - Regidores:

  1. Yessenia Licett Rivas Olivos (Súmate al Cambio)
  2. Pedro Eche Fiestas (Súmate al Cambio)
  3. Marco Antonio Flores Olaya (Súmate al Cambio)
  4. Jessica Judith Palacios Guevara (Súmate al Cambio)
  5. Percy Morales Purizaca (Alianza para el Progreso)

### Policiales
- Comisario: Mayor PNP.

## Festividades
- Señor de los Milagros
- San Pedro y San Pablo (28 y 29 de junio)
- Fiesta de Santa Clarita (12 de agosto)